# 三工镇
三工镇，是中华人民共和国新疆维吾尔自治区昌吉回族自治州昌吉市下辖的一个乡镇级行政单位。

## 行政区划
三工镇下辖以下地区：
长丰村、庙工村、常胜村、下营盘村、新户村、南头工村和二工村。